# صبي المرآة (فلم)
صبي المرآة هو فيلم فنتازيا ومغامرة نيجيري صدر في عام 2011 من تأليف وإخراج أوبي إميلوني؛ تم تصوير الفيلم بين إنجلترا وغامبيا، وحصد 3 ترشيحات في حفل توزيع جوائز الأكاديمية الأفريقية للأفلام لعام 2011.

## القصة
يحكي الفيلم قصة طقل بريطاني من أصول أفريقية، يعود إلى أرض والدته، لكنه يضيع في غابة خطرة وسط ظروف غامضة تدخله في رحلة سحرية مع نفسه وأصوله.

## طاقم العمل
- تريو سيدر : رودني مارش
- جنيفيف نناجي : تيما
- أوسيتا أهييم : ميرور بوي
- إدوارد كاجوتوزي : تيجان
- فاطمة مادا بيو : كوين
- إيما فليتشر : ملكة جمال نوجينت
- بيتر هالبين : بيسي أندروز

## روابط فنية
- صبي المرآة على موقع IMDb (الإنجليزية)
- صبي المرآة على موقع روتن توميتوز (الإنجليزية)
- صبي المرآة على موقع أول موفي (الإنجليزية)
- صبي المرآة على موقع فيلمافينيتي (الإسبانية)
- صبي المرآة على موقع قاعدة بيانات الفيلم (الإنجليزية)
- صبي المرآة على موقع ليتربوكسد (الإنجليزية)
- صبي المرآة على موقع كينوبويسك (الروسية)